# フランク・オリバー
フランク・オリバー（Frank Oliver、1948年12月24日 - 2014年3月16日）はニュージーランドのラグビー選手。